# 2775 Odishaw
2775 Odishaw eller 1953 TX2 är en asteroid i huvudbältet, som upptäcktes 14 oktober 1953 av Indiana Asteroid Program vid Indiana University Bloomington med Goethe Link Observatory. Asteroiden har fått sitt namn efter Hugh Odishaw.
Asteroiden har en diameter på ungefär 4 kilometer och den tillhör asteroidgruppen Nysa.